# Rainer Zobel
Rainer Zobel (* 3. November 1948 in Wrestedt, Landkreis Uelzen) ist ein ehemaliger deutscher Fußballspieler und derzeitiger -trainer sowie -funktionär. Als Spieler gewann er Anfang der 1970er Jahre mit dem FC Bayern den DFB-Pokal, dreimal die Meisterschaft und dreimal den Europapokal der Landesmeister.
Seit Juli 2019 bekleidet er das Amt des Teamchefs beim Lüneburger SK Hansa.

## Karriere als Spieler

### Vereine
Über die Jugendvereine TSV Wrestedt-Stederdorf, SV Teutonia Uelzen, SC Uelzen 09, VfL Bad Zwischenahn und zuletzt erneut SC Uelzen 09, für den er siebenmal für die A-Junioren-Auswahl und zwölfmal für die Amateur-Nationalmannschaft zum Einsatz kam, gelangte er 19-jährig zum Bundesligisten Hannover 96, der ihn mit einem Lizenzspielervertrag ausstattete.
Sein Bundesligadebüt gab er am 17. August 1968 (1. Spieltag) bei der 2:3-Niederlage im Auswärtsspiel gegen Werder Bremen. Sein erstes Bundesligator erzielte er am 30. Oktober 1968 (12. Spieltag) bei der 1:2-Niederlage im Auswärtsspiel gegen Hertha BSC mit dem Anschlusstreffer in der 84. Minute. Für Hannover 96 kam er auch fünfmal im nationalen und sechsmal im internationalen Pokalwettbewerb zum Einsatz.
Mit seinem zweiten Verein – den FC Bayern München, für den er von 1970 bis 1976 spielte – hatte der „Zerstörer im Mittelfeld“ seine erfolgreichste Zeit. Für die Bayern der Beckenbauer-Ära spielte er 180-mal in der Bundesliga, 39-mal im internationalen, 32-mal im nationalen Pokalwettbewerb und einmal für die B-Nationalmannschaft. Sein letztes Bundesligaspiel bestritt er am 12. Juni 1976 (34. Spieltag) beim 7:4-Sieg im Heimspiel gegen Hertha BSC. Seine Karriere als Spieler beendete er beim Lüneburger SK und begann seine Trainerlaufbahn. In den ersten beiden Finals im Europapokal der Landesmeister war Zobel integraler Teil der Anfangsformation. Beim Titelgewinn 1976 war er nurmehr in den Achtelfinalpartien gegen Malmö FF dabei.

### Nationalmannschaft
Für die DFB-Jugendauswahl bestritt Zobel sieben Länderspiele. Sein Debüt gab er am 14. Februar 1967 in Mönchengladbach, das gegen die Jugendauswahl Englands mit 0:1 verloren wurde. Sein letztes Spiel für die DFB-Jugendauswahl absolvierte er am 9. Mai 1967 in Istanbul im Rahmen des UEFA-Turniers, beim 3:1-Sieg gegen die Auswahlmannschaft Dänemarks.
Für die Amateur-Nationalmannschaft bestritt er 18 Länderspiele, davon sechs als Spieler von Hannover 96. Sein Debüt gab er am 20. September 1967 in Regensburg beim torlosen Unentschieden gegen die Auswahlmannschaft Österreichs. Sein letztes Länderspiel für die Amateur-Nationalmannschaft bestritt er am 25. März 1970 in Meppen beim 1:1-Unentschieden gegen die Auswahlmannschaft der Niederlande.
Als Spieler des FC Bayern München bestritt er am 14. November 1972 – an der Seite von Ottmar Hitzfeld – sein einziges Länderspiel für die B-Nationalmannschaft, das in Winterthur gegen die Auswahl der Schweiz mit 3:1 gewonnen wurde.

## Karriere als Trainer
Seine Karriere als Trainer begann Zobel beim SV Teutonia Uelzen und trainierte danach den Lüneburger SK. Danach war er von 1987 bis 1990 Co-Trainer bei Eintracht Braunschweig. Von 1990 bis 1996 war Zobel in jeder der höchsten drei Spielklassen des deutschen Fußballs als Trainer tätig: Zunächst trainierte er in der 2. Bundesliga die Stuttgarter Kickers, mit denen ihm 1991 der Aufstieg in die Bundesliga gelang. Nach dem direkten Wiederabstieg nahm er ein Engagement beim Bundesligisten 1. FC Kaiserslautern an, den er nach einem Jahr wieder verlassen musste. Ab dem 21. Spieltag der Saison 1993/94 übernahm er bis zum Ende der Saison den 1. FC Nürnberg, mit dem er von der Bundesliga in die 2. Bundesliga abstieg. Von 1995 bis 1996 trainierte er den Regionalligisten Tennis Borussia Berlin, mit dem er 1996 in den Aufstiegsspielen zur 2. Bundesliga erst nach Verlängerung am VfB Oldenburg scheiterte.
Zu Beginn der Spielzeit 1997/98 zog es den gebürtigen Wrestedter ins Ausland nach Ägypten, dort wurde er Trainer von al Ahly Kairo. Nach drei Jahren und drei gewonnenen Meistertiteln als Trainer in Kairo kehrte Zobel wieder nach Deutschland zurück und wurde am 27. September 2000 erneut Trainer bei den Stuttgarter Kickers. Ein Jahr später jedoch folgten weitere Stationen im Ausland bei diversen Vereinen in den Vereinigten Arabischen Emiraten, in Ägypten und im Iran.
Im Juni 2008 wurde Zobel dann Trainer in Georgien, sein Traineramt bei Dinamo Tiflis war jedoch nur von kurzer Dauer. Kriegshandlungen im August zwangen ihn und seine ausländischen Spieler, aus Georgien zu flüchten; Zobel kehrte zunächst nach Braunschweig zurück. Vom 16. Juli 2009 bis zur einvernehmlichen Trennung am 28. November 2010 war er bei Moroka Swallows in Südafrika im Amt.
Anfang September 2012 gab der moldawische Erstligist FC Milsami die Verpflichtung Zobels als neuen Cheftrainer bekannt. Von 2013 bis 2015 trainierte er den ägyptischen Erstligisten FC El Gouna. Im März 2016 unterschrieb er beim Braunschweiger Kreisligisten FC Wenden einen Vertrag als Trainer für die Saison 2016/17. Ende Dezember 2017 verließ er den Kreisligisten und übernahm das Traineramt beim Regionalligisten Lüneburger SK Hansa.

## Karriere als Funktionär
Im Sommer 2019 wurde Zobel, bislang Cheftrainer des LSK Hansa, in das neu geschaffene Amt des Teamchefs eingesetzt.

## Erfolge als Spieler
- Deutscher Meister 1972, 1973, 1974
- DFB-Pokal-Sieger 1971
- Europapokalsieger der Landesmeister 1974, 1975, 1976

## Erfolge als Trainer
- Bundesligaaufstieg 1991 (mit den Stuttgarter Kickers)
- Ägyptischer Meister 1998, 1999, 2000 (mit al Ahly Kairo)
- Bezirksligaaufstieg (mit dem FC Wenden)[6]